# Marie de Lancastre
Titre
Baronne Percy
26 février 1352 – 1er septembre 1362
(10 ans, 6 mois et 6 jours)
Marie de Lancastre (vers 1320 – 1er septembre 1362) est une femme de la noblesse anglaise.

## Biographie
Née aux alentours de 1320, Marie de Lancastre est le septième et dernier enfant d'Henri de Lancastre, 3e comte de Lancastre et de Leicester, et de son épouse Maud Chaworth. Son enfance demeure totalement inconnue, si ce n'est que sa mère meurt prématurément avant le 3 décembre 1322, et il est possible qu'elle ait été élevée seule auprès de son père jusqu'à son mariage.
Peu avant le 4 septembre 1334, Marie de Lancastre épouse Henry de Percy, le fils aîné et héritier d'Henry de Percy, 2e baron Percy. Cette union permet de renforcer les relations entre Henri de Lancastre et Henry de Percy, tous deux d'importants seigneurs du Nord de l'Angleterre. Âgée d'environ quatorze ans au moment de ses noces, Marie a vraisemblablement le même âge que son époux.
On ignore à quelle date les époux commencent à cohabiter, mais leur mariage se révèle fructueux, puisque Marie donne naissance à deux fils. Son époux maintient de bonnes relations avec son frère Henri de Grosmont, 1er duc de Lancastre, qu'il sert en Gascogne entre 1347 et 1349. Devenue baronne Percy à la mort de son beau-père en 1352, Marie de Lancastre meurt et est inhumée à Alnwick le 1er septembre 1362.

## Descendance
De son mariage avec Henry de Percy, Marie de Lancastre a deux fils :
- Henry Percy (10 novembre 1341 – 19 février 1408), 1er comte de Northumberland, 4e baron Percy, épouse Margaret Neville, puis Maud Lucy ;
- Thomas Percy (1343 – 23 juillet 1403), 1er comte de Worcester.